# La orilla infinita
«La orilla infinita» es una canción compuesta en 1994 por el músico argentino Luis Alberto Spinetta, interpretado por la banda Spinetta y los Socios del Desierto en el álbum homónimo de 1997, primero de la banda y 25º en el que tiene participación decisiva Spinetta. 
La canción fue estrenada en el recital debut de Spinetta y los Socios del Desierto en el Velódromo de Buenos Aires el 18 de noviembre de 1994. Spinetta y los Socios del Desierto fue un trío integrado por Marcelo Torres (bajo), Daniel Wirtz (batería) y Luis Alberto Spinetta (guitarra y voz).

## Contexto
El tema pertenece al álbum doble Spinetta y los Socios del Desierto, el primero de los cuatro álbumes de la banda homónima, integrada por Luis Alberto Spinetta (voz y guitarra), Marcelo Torres (bajo) y Daniel Wirtz (batería). El trío había sido formada en 1994 a iniciativa de Spinetta, con el fin de volver a sus raíces roqueras, con una banda de garaje. Los Socios ganaron una amplia popularidad, realizando conciertos multitudinarios en Argentina y Chile.
El álbum doble Spinetta y los Socios del Desierto ha sido considerado como una "cumbre" de la última etapa creativa de Luis Alberto Spinetta. El álbum fue grabado en 1995, pero recién pudo ser editado en 1997, debido a la negativa de las principales compañías discográficas, a aceptar las condiciones artísticas y económicas que exigía Spinetta, lo que lo llevó a una fuerte confrontación pública con las mismas y algunos medios de prensa.
El disco coincide con un momento del mundo caracterizado por el auge de la globalización y las atrocidades de la Guerra de Bosnia -sobre la cual el álbum incluye un tema-. En Argentina coincide con un momento de profundo cambio social, con la aparición de la desocupación de masas -luego de más de medio siglo sin conocer el fenómeno, la criminalidad -casi inexistente hasta ese momento-, la desaparición de la famosa clase media argentina y la aparición de una sociedad fracturada, con un enorme sector precario y marginado, que fue la contracara del pequeño sector beneficiado que se autodenominó como los "ricos y famosos".

## El tema
Es el décimo séptimo y último track del Disco 1 del álbum doble. Se trata de una balada lenta de amor, estrenada el 18 de noviembre de 1994 en la primera presentación de la banda, en el Velódromo de Buenos Aires. Ha sido considerado como "el  mejor tema del disco". La voz está grabada en una cámara de ecos, correspondiéndose con la letra que describe a la canción como "un dulce eco". La canción carece de solos, hecho inusual para el álbum y el estilo de Los Socios.
La letra comienza hablando del pasado, de una vez cuando "el mar bramó frente a mi" y nació una canción que hoy llega al poeta "como un dulce eco". El presente del poeta en cambio es de "dolor" ("Hoy no quiero pensar todo este dolor"), incomprensión ("como es que no llegas a mí, espero me comprendas") y sensación de final ("las cosas no esperan... Hoy leí en un libro de sal la palabra fin").

Hoy no quiero pensar
todo este dolor, oh no,
y como es que no llegas a mí
espero me comprendas
las cosas no esperan. No

Hoy leí en un libro de sal
la palabra fin y desperté
en la orilla espectral
"La orilla infinita! (fragmento)

La última estrofa cantada utiliza una construcción gramatical que consiste en una pregunta referida al futuro, que refleja a la vez duda y esperanza, sobre la posibilidad de que el amor continúe:

Hoy por fin en la orilla del mar
como será poder amarte...
y así contemplar la inmensidad
"La orilla infinita! (fragmento)

En la versión grabada, Spinetta incluyó un recitado final, que no se encontraba en la versión estrenada en 1994. En él Spinetta dice que los ojos de ella ("la inmensidad de tus ojos") ansían el silencio de él, comparando la situación con el ansia de la noche por que llegue el día:

La inmensidad de tus ojos
apenas sostenidos
por las estrellas invisibles
que ansían mi silencio
como la noche ansía el día
"La orilla infinita! (fragmento)

Spinetta menciona a "La orilla infinita" en las conversaciones que tuvo con Juan Carlos Diez y fueron reunidas en Martropía. Ambos conversaban sobre la presencia reiterada de la imagen del mar en sus canciones, con diferentes significados aunque siempre relacionados con la vastedad o la eternidad. En temas como "Ana no duerme" (Almendra I), "Lejísimo", "Trampaluz" o "Las olas", el mar expresa la vastedad cósmica. Pero en canciones de amor como "Lago de forma mía" o "La orilla infinita" el propio Spinetta se encarga de precisar que el mar simboliza la eternidad del amor ("el amor se eterniza").
En el recital que Los Socios realizaron en Mar del Plata en 1995, Spinetta presentó el tema con estas palabras:

Vamos a ir a otro lado de la vida. Es la orilla infinita en donde uno mira el horizonte, y se junta el cielo y la tierra, y en el medio estamos nosotros que somos como el jamón del sánguich.
Luis Alberto Spinetta

El tema fue compuesto antes de noviembre de 1994, cuando el matrimonio de Spinetta con Patricia Salazar estaba en crisis. La grabación se realizó en la segunda mitad de 1995, cuando Spinetta aún se encontraba formalmente casado y su relación con Carolina Peleritti -a quien conoció en agosto de 1995- recién había comenzado y era mantenida en reserva por la pareja. En 1997, cuando el álbum fue lanzado, Spinetta ya se había divorciado y la relación con Peleritti era pública. Finalmente la relación finalizaría en 1999.